# Albi di Dylan Dog (1994)
Albi del fumetto Dylan Dog pubblicati nel 1994.
| Nr. | Titolo                         | Mese di pubblicazione | Soggetto             | Sceneggiatura        | Disegni              | Copertina    |
| --- | ------------------------------ | --------------------- | -------------------- | -------------------- | -------------------- | ------------ |
| 88  | Oltre la morte                 | gennaio               | Mauro Marcheselli    | Tiziano Sclavi       | Marco Soldi          | Angelo Stano |
| 89  | I cavalieri del tempo          | febbraio              | Claudio Chiaverotti  | Claudio Chiaverotti  | Bruno Brindisi       | Angelo Stano |
| 90  | Titanic                        | marzo                 | Claudio Chiaverotti  | Claudio Chiaverotti  | Luigi Piccatto       | Angelo Stano |
| 91  | Metamorfosi                    | aprile                | Claudio Chiaverotti  | Claudio Chiaverotti  | Montanari & Grassani | Angelo Stano |
| 92  | Il mosaico dell'orrore         | maggio                | Claudio Chiaverotti  | Claudio Chiaverotti  | Corrado Roi          | Angelo Stano |
| 93  | Presenze...                    | giugno                | Claudio Chiaverotti  | Claudio Chiaverotti  | Giovanni Freghieri   | Angelo Stano |
| 94  | La donna che uccide il passato | luglio                | Claudio Chiaverotti  | Claudio Chiaverotti  | Bruno Brindisi       | Angelo Stano |
| 95  | I giorni dell'incubo           | agosto                | Gianfranco Manfredi  | Gianfranco Manfredi  | Luigi Siniscalchi    | Angelo Stano |
| 96  | La sfida                       | settembre             | Claudio Chiaverotti  | Claudio Chiaverotti  | Montanari & Grassani | Angelo Stano |
| 97  | Dietro il sipario              | ottobre               | Carlo Ambrosini      | Carlo Ambrosini      | Carlo Ambrosini      | Angelo Stano |
| 98  | Lo sguardo di Satana           | novembre              | Claudio Chiaverotti  | Claudio Chiaverotti  | Pietro Dall'Agnol    | Angelo Stano |
| 99  | Sinfonia mortale               | dicembre              | Michelangelo La Neve | Michelangelo La Neve | Ugolino Cossu        | Angelo Stano |

## Oltre la morte
Dylan scopre che il suo grande amore Bree Daniels, conosciuta tempo prima, ha contratto l'AIDS e ora si ritrova all'interno di una clinica per malati terminali. Decide così di fare un patto con la Morte: Bree potrà continuare a vivere se Dylan ucciderà al suo posto una qualsiasi altra persona. L'occasione si presenta quando Dylan riceve una sfida da parte di Johnny Dark, uno spietato serial killer che lo stesso indagatore dell'incubo riteneva di aver ucciso in passato.
- Curiosità: Nel team-up tra Dylan Dog e Morgan Lost viene ripresa questa storia. Solo che in questo mondo Bree Daniels non ha mai contratto l'AIDS, e anzi sogna di contrarre la malattia e morire. Quando viene rapita da Johnny Dark, viene salvata anche grazie all'intervento di Morgan Lost che uccide il criminale.

## I cavalieri del tempo
Sabrina, una scrittrice di romanzi rosa di ambientazione medievale, pensa di essere impazzita quando vede i personaggi dei suoi romanzi prendere vita. Lei e Dylan Dog si recheranno così a Rockland, il villaggio immaginato nella mente della scrittrice, per capire come sia possibile che l'universo da lei creato sia diventato realtà.
- Curiosità: il personaggio di Aloysius da Frandall, l'Inquisitore, ha le fattezze di Bernardo Gui, il personaggio interpretato dall'attore F. Murray Abraham ne Il nome della rosa.

## Titanic
Lender Pierce, un antropologo amico di Dylan Dog, muore dopo aver evocato gli Innuats, creature leggendarie. Dylan si imbarca così alla volta del Canada sul Titanic, nave dal nome poco promettente. Durante la traversata, dovrà così scoprire il mistero che avvolge la nave. 

## Metamorfosi
Rebecca Stanford è una bellissima donna di successo che una mattina si risveglia all'interno di corpo orribile e deforme. Dopo aver scoperto che il corpo in un cui si trova appartiene a Maude Randall, si reca da Dylan Dog per scoprire il motivo di questo scambio di corpi.

## Il mosaico dell'orrore
Dylan Dog si ritrova ad indagare su Bloodsbury, un quartiere di Londra in cui accadono strani eventi. A Dylan spetta quindi il compito di capire se sul quartiere è presente un'antica maledizione.

## Presenze...
Dylan Dog ha un incubo in cui un uomo ripete continuamente una richiesta: "Devi uccidere Zorex". La persona in questione altri non è che uno spregevole avvocato, Harvey Zorex, pronto alla sua discesa in politica per saziare la sua fame di potere. Dylan è proprio la persona scelta da Zorex per fare da testimonial durante la sua campagna elettorale. 

## La donna che uccide il passato
Hannah è una bellissima donna innamorata di Dylan Dog. Spinta dalla gelosia inizierà ad uccidere tutte le ex fidanzate dell'indagatore dell'incubo.
- Curiosità: Le ex fidanzate presenti sono Jill Brady, apparsa nel numero 14, Tra la vita e la morte; Tess (15, Canale 666) Shelly Lloyd (30, La casa infestata); Kathleen Moss (31, Grand Guignol); Patricia Reeves (46, Inferni) e Linda Grayson (#49, Il mistero del Tamigi).

## I giorni dell'incubo
Durante una lotta con Dan Granger, il capo di una setta che ha plagiato Gloria, l'attuale fidanzata di Dylan, a quest'ultimo viene buttata negli occhi una strana polvere. Inizierà così a vedere il mondo circostante come sarà nel futuro in una progressione via via sempre maggiore. 

## La sfida
Brett Pierce, oltre ad essere un esperto informatico, è anche un serial killer che decide di recarsi da Dylan Dog per costituirsi. La sua mossa in realtà non è altro che una sfida lanciata a Dylan, al quale spetterà quindi il compito di dimostrare la vera natura dell'uomo, ossia quella di uno spietato assassino.

## Dietro il sipario
Un killer, dopo aver ucciso più volte lo stesso uomo, decide di ingaggiare Dylan Dog per scoprire il mistero. Il presunto immortale è Paul Ganz, un commediografo di successo che ha un gemello di nome Michael.

## Lo sguardo di Satana
Julius Gronberg è un regista che vuole realizzare film horror a basso costo, per fare questo decide di ingaggiare per i suoi film persone uscite dai manicomi, per catturare gli incubi che si annidano nel cervello della gente.

## Sinfonia mortale
Nel laboratorio di un alchimista viene rinvenuto uno strano vinile sul quale vengono effettuate delle analisi che lo daterebbero vecchio di cinquecento anni. La sinfonia incisa sul disco può far impazzire chiunque la ascolti.